# Senecio (Klee)
Senecio è un dipinto espressionista del 1922 dell'artista svizzero Paul Klee e che si trova al Kunstmuseum Basel di Basilea.

## Analisi
Il dipinto è un ritratto altamente stilizzato e astratto che enfatizza le forme geometriche e i colori vivaci rispetto alla rappresentazione realistica e raffigura un volto composto da una serie di cerchi e quadrati sovrapposti, con grandi occhi stilizzati e un naso. I colori utilizzati nel dipinto sono principalmente giallo, rosso e arancione, con linee nere che definiscono le forme.
Il triangolo e la linea curva sopra gli occhi sinistro e destro danno rispettivamente l'illusione di un sopracciglio alzato e i quadrati piatti all'interno del cerchio ricordano una maschera o le toppe di un arlecchino, da qui il riferimento del titolo all'artista-performer Senecio.
L'uso di linee, forme ambigue e spazio nel dipinto dimostra tutti i principi dell'arte di Klee in cui semplici elementi grafici sono "messi in movimento dall'energia della mente dell'artista".